# Lake Maraetai
Der Lake Maraetai ist ein zum Flusssystem des Waikato River gehörender Stausee auf der Nordinsel von Neuseeland.

## Namensherkunft
Der Name „Maraetai“ setzt sich in der Sprache der Māori aus den Wörtern „marae“ für „offene Fläche“ oder „Hof“ vor einem wharenui (Versammlungshaus) und „tai“ für die „See“ oder„Küste“ zusammen. Der Name kommt deshalb vermutlich von irgendeiner Küste. Es gibt als Beispiel ein Maraetai südöstlich von Auckland am Waitematā Harbour.

## Geographie
Der 4,12 km² große Lake Maraetai befindet sich rund 32 km nördlich des Lake Taupō und rund 15 km südlich der Stadt Tokoroa, flankiert von einer bis zu 350 m hohen Hügellandschaft an seiner östlichen Seite. Der See besitzt eine Länge von 8 km und variiert seine Breite zwischen 60 und 1150 m. Der Hauptteil des Stausees dehnt sich im Tal des ehemaligen Flussbetts des Waikato River aus. Weitere vier Teile hingegen reichen in die östlichen Seitentäler hinein, die sich im mittleren Teil des Stausees nach Osten erstrecken. Der längste Arm weist hier eine Länge von 2,7 km auf. Die Höhe des Sees variiert je nach Wasserspiegel zwischen 184,98 m und 189,47 m, bei einer maximalen Seetiefe von 68 m. Sein unmittelbares Wassereinzugsgebiet beträgt 588 km².
Zu erreichen ist der Stausee über den New Zealand State Highway 32, der das Gewässer an seiner Südostseite flankiert und über den New Zealand State Highway 30, der den See am südlichen Teil tangiert.
Administrativ zählt der See zur Region Waikato.
Dem Lake Maraetai folgen nacheinander die Stauseen Lake Waipapa, Lake Arapuni und Lake Karapiro, die Stauseen Lake Whakamaru, Lake Ātiamuri, Lake Ohakuri und Lake Aratiatia gehen ihm voraus.

## Geschichte
Der Stausee sowie die beiden zugehörigen Wasserkraftwerk wurden 1952 und 1970 in Betrieb genommen. Zusammen erzeugen die Kraftwerke den meisten Strom aller Kraftwerke des Waikato River und bringen es zusammen auf eine Nennleistung von 360 MW. Der Betreiber beider Wasserkraftwerke ist Stand 2020 die mehrheitlich im Staatsbesitz befindliche Firma Mercury NZ Limited.
Die im Linksbogen des Sees befindliche kleine Stadt Mangakino wurde in den 1940er Jahren für die Bauarbeiter des Staudamms errichtet und hatte vier Jahre nach Fertigstellung des Bauwerks 4456 Einwohner. Sie war damit seinerzeit größer als die Stadt Taupō. Stand 2013 hatte der Ort noch lediglich 744 Einwohner mit einer Arbeitslosenquote von 12,9 %.